# Achille Deshayes
Pour les articles homonymes, voir Deshayes.
Achille Deshayes est un homme politique français né le 23 décembre 1802 à Sarreguemines (Moselle) et décédé le 7 juillet 1873 à Paris.
Avocat à Sarreguemines, il est substitut du procureur en 1830, poste dont il démissionne rapidement pour se consacrer à la gestion de ses propriétés. Il est député de la Moselle de 1848 à 1849, siégeant avec les partisans du général Cavaignac.

## Sources
- « Achille Deshayes », dans Adolphe Robert et Gaston Cougny, Dictionnaire des parlementaires français, Edgar Bourloton, 1889-1891 [détail de l’édition]